# 1000 vies
 (février 2015).
Albums de Stephan Eicher
Carcassonne
(1993) Louanges
(1999)
1000 vies est le 8e album studio de Stephan Eicher, sorti en 1996.
L'album contient sept chansons en français, écrites par Philippe Djian qui poursuit ici une collaboration entamée en 1991 sur l'album Engelberg. Il comporte également trois chansons écrites en anglais et deux en allemand, dont la chanson Der Rand der Welt interprétée en duo avec Ismaël Lo.

## Pistes
1. Bones
2. Dis moi où  - paroles de Philippe Djian
3. Der Rand der Welt
4. 1000 Vies - paroles de Philippe Djian
5. Elle mal étreint - paroles de Philippe Djian
6. Traces - paroles de Philippe Djian
7. Walking
8. In Wolken
9. 71/200 - paroles de Philippe Djian
10. Prière du matin - paroles de Philippe Djian
11. Forever
12. Oh ironie - paroles de Philippe Djian

## Musiciens
- Manu Katché (batterie),
- Sonny Landreth (guitare),
- Achim Meier (claviers), Pino Palladino (basse), Eric Holmberg (claviers)